# Euzet
Euzet là một xã trong tỉnh Gard thuộc vùng Occitanie, phía nam nước Pháp. Xã Euzet nằm ở khu vực có độ cao trung bình 160 mét trên mực nước biển.